# Mikroregion Guarapari

Mikroregion Guarapari

Mikroregion Vitória – mikroregion w brazylijskim stanie Espírito Santo należący do mezoregionu Central Espírito-Santense. Ma powierzchnię 2.098,4 km²

## Gminy
- Alfredo Chaves
- Anchieta
- Guarapari
- Iconha
- Piúma
- Rio Novo do Sul